# Zentrygon
Zentrygon — рід голубоподібних птахів родини голубових (Columbidae). Представники цього роду мешкають в Мексиці, Центральній і Південній Америці. Раніше їх відносили до роду Голубок (Geotrygon), однак за результатами молекулярно-генетичного дослідження їх було переведено до новоствореного роду Zentrygon.

## Види
Виділяють вісім видів:
- Голубок веракрузький (Zentrygon carrikeri)
- Голубок коста-риканський (Zentrygon costaricensis)
- Голубок пурпуровий (Zentrygon lawrencii)
- Голубок мексиканський (Zentrygon albifacies)
- Голубок білогорлий (Zentrygon frenata)
- Голубок колумбійський (Zentrygon linearis)
- Голубок рудоволий (Zentrygon chiriquensis)
- Голубок панамський (Zentrygon goldmani)

## Етимологія
Наукова назва роду Zentrygon походить від сполучення наукових назв родів Зенаїда (Zenaida Bonaparte, 1838) і Голубок (Geotrygon Gosse, 1847).